# Långtjärnen (Silleruds socken, Värmland, 657902-129669)
Långtjärnen är en sjö i Årjängs kommun i Värmland och ingår i Göta älvs huvudavrinningsområde. Sjöns area är 0,056 kvadratkilometer och den befinner sig 189 meter över havet.